# 望廈總站
望廈總站（葡萄牙語：Mong Há / Terminal），正式名稱為望廈巴士總站（葡萄牙語：Terminal Rodoviário da Mong Há），位於澳門望廈社屋的一個終點站，位於新建成的望廈體育中心和望廈社屋望德樓中間的地面層。澳巴27、MT3路線以本站為終點站。

## 歷史
- 本站未設立前的土地前身為望廈平民新邨，於2010年清拆並作為望廈社屋第二期以及望廈體育館重建項目。項目包括於兩幢社會房屋大樓下方的地面層設占本站（公共巴士轉乘站），規劃面積約3,000平方米，目的作為提升區內交通疏導能力，滿足居民未來的出行需要。[1]

- 重建項目於2011年公開招標及開標，最長施工期為840天，其中體育館地庫結構不多於首270日。[2] 其中地庫結構按規定於2012年內完工，整體工程於2014年初完成，但因工程爭議引起承建商與政府互相提出司法訴訟導致有關工程停工超過4年。[3]

- 2017年2月20日，望廈社屋二期及望廈體育館重建項目重新判給，兩幢社屋大樓、社會設施及體育館等同步興建。[4] 整個二期重建項目最終於2021年6月竣工，比原定時間延遲近十年。[5]

- 2021年9月24日，交通事務局局長林衍新表示，望廈巴士總站裝修工作正在進行中，初期會將27、MT3路線遷入該站，另外位於俾利喇街路邊的原「望廈體育館」巴士站於10月中重新啟用，分流原停靠“黑沙環第五街”站的四條往美副將大馬路的路線。[6][7]

- 2021年10月16日，本站正式啟用，27、MT3路線遷入本站；另外位於俾利喇街路邊的原「望廈體育館」站重新啟用，並改名為“俾利喇／望德樓”，7、12、19、22路線新增停靠此站。[8][9]

## 設施
- 座椅
- 排隊候車設施
- 站長室
- 衛生間

## 各車道安排
| 車道     | 路線                           | 方向       |
| → A 車道 | MT3路線                        | 望德聖母灣 |
| → B 車道 | 27路線                         | 青洲       |
| → C 車道 |                                |            |
|          | 望廈體育中心上落貨區／調頭車道 |            |

## 路線資料

### 終點站路線資料
| 澳巴  | MT3 | 望廈 | ↺ 望德聖母灣 輕軌排角站 | - 黑沙環（建華、海濱、保利達） - 高勵雅馬路（氹仔墳場、海灣花園） - 湖畔公園 - 澳門運動場（ 輕軌運動場站）                                                |
| B車道 |     |      |                         | |
| 澳巴  | 27  | 望廈 | ↺ 青洲                  | - 福泰工業大廈 - 黑沙環（保利達、海上居） - 關閘廣場 - 祐漢 - 青洲大馬路（北區警司處、嘉應花園） - 青蔥大廈及青茂口岸 - 美樂花園 - 工業園街（跨境工業區） |

### 中途站路線資料
| 澳巴 | 7  | 東方明珠 | 城市日前地              | - 望廈社屋（望賢樓） - 俾利喇街（聖方濟各老人院） - 三盞燈 - 沙嘉都喇街 - 塔石體育館 - 水坑尾街 - 約翰四世大馬路 - 葡京酒店 |
| 澳巴 | 12 | 永寧廣場 | ↺ 外港碼頭              | - 望廈社屋（望賢樓） - 美副將（觀音堂、鮑思高） - 二龍喉公園及得勝花園 - 塔石體育館 - 水坑尾及八角亭 - 葡京酒店及總統酒店 - 皇朝（凱旋門、永利、美高梅） - 澳門金沙 - 馬六甲街（金龍酒店）                                                   |
| 澳巴 | 19 | 永寧廣場 | ↺ 新馬路                | - 望廈社屋（望賢樓） - 俾利喇（聖方濟各老人院） - 雅廉訪（雅廉花園） - 二龍喉公園及得勝花園 - 塔石廣場 - 水坑尾街 - 約翰四世大馬路 |
| 澳巴 | 22 | 祐漢     | ↺ 柯維納馬路 輕軌馬會站 | - 望廈社屋（望賢樓） - 美副將（愉景花園、鮑思高） - 二龍喉公園及得勝花園 - 塔石體育館 - 水坑尾 - 約翰四世大馬路 - 亞馬喇前地 - 史伯泰（麗景灣酒店） - 氹仔市區（大中華廣場、泉裕豪庭） - 氹仔舊城區（嘉模泳池、官也街、地堡街） - 澳門運動場 |

## 鄰近公共運輸站
M35 慕拉士馬路／望善樓（Venc. Morais / Edf. Mong Sin）
路線：1A、2、6A、10、10X、28B、29、34、H2
M36 慕拉士巷（Trav. Venc. Morais）
路線：1A、2、6A、10、10X、18A、28B、29、30、34、H2
M38 望賢樓（Edf. Mong In）
路線：7、12、19、22
M39 澳廣視（TDM）
路線：8、8A、12、18A、19、22
M40 福海花園（Edf. Fok Hoi）
路線：28C

## 相關問題
2021年11月初，東北區坊會理事長姚嘉聰表示，自同年10月中旬起，本站和毗鄰的分流巴士站啟用後，方便不少居民出行。不過，坊會收到望廈社屋及龍園的低層住戶反映，指本站的抽氣設施運作時聲浪過大，尤其是夜闌人靜及早上時段份外明顯，影響居民作息。澳門立法會直選議員梁鴻細及顏奕恆表示，相關情況屬低頻嘈音，現階段沒有相關的法律規範，但望廈社屋作為政府附屬設施，政府應有責任保障居民的日常生活不受影響。而本站設計需要通過抽氣設施實現通風及“換氣”，在硬件上政府可以透過採取多項措施如優化通風系統、安裝消音器或隔音屏來降低噪音的產生，他們已向環境保護局反映，並期望局方聯同建設發展辦公室一同跟進，讓居民盡快回復正常生活。

## 外部連結
- 澳巴官方網站 （繁體中文） （页面存档备份，存于）